# Сух режим в САЩ
Сухият режим в САЩ е повсеместна общонародна забрана върху производството, вноса, преноса и продажбата на алкохолни напитки от 1920 до 1933 г.
През 19 век алкохолизъм, домашно насилие и политическа корупция подканват активисти, водени от пиетистки протестанти, да сложат край на търговията с алкохолни напитки, за да излекуват болното общество и да отслабят политическата опозиция. Един резултат от това е, че много общества към края на 19 век и началото на 20 век въвеждат забрана на алкохола, като последвалото налагане от закона е силно дискутиран проблем. Поддръжниците на забраната го представят като победа за обществения морал и здраве.
Поощрявано от „сухите“ кръстоносци, движението е водено от пиетистки протестанти и социални прогресивисти в Прохибиционистката, Демократичната и Републиканската партии. Добива национални корени чрез Женския християнски трезвен съюз. След 1900 г. е координирано от Лигата против салоните. Противници от бирената индустрия мобилизират „мокри“ поддръжници от католическите и немските лутерански общества. Финансират се, за да се противопоставят, но към 1917 – 1918 г. немската общност е маргинализирана от войната на нацията срещу Германия, а пивоварната промишленост е затваряна в щат след щат от законодателствата и накрая повсеместно под Осемнадесетата поправка на конституцията на САЩ през 1920 г. Националният забраняващ закон залага правилата за налагане на федерална забрана и определя типовете алкохолни напитки, които са забранени. Например, религиозното използване на вино е позволено. Частната собственост и консумация на алкохол не са незаконни според федералния закон, но местните закони са по-строги в много райони, като някои щати направо забраняват притежанието на алкохол.
През 1920-те години законите са широко неспазвани и доходите от данъци са загубени. Много добре организирани престъпни групи поемат контрол над запасите от бира и спиртни напитки на много градове, отприщвайки вълна от престъпления, които шокират нацията. Към края на 1920-те години се мобилизира нова опозиция. „Мокрите“ нападат сухия режим, като причиняващ престъпления, намаляващ местните доходи и налагащ протестантски религиозни виждания върху урбанизирана Америка. Сухият режим свършва с ратификацията на Двадесет и първата поправка на конституцията на САЩ, която отменя Осемнадесетата на 5 декември 1933 г. Някои щати продължават забраната на щатско ниво, отбелязвайки последните етапи на ерата на прогресивизма.
Въпреки че общественото мнение е, че Сухият режим се проваля, той успява да намали общата консумация на алкохол наполовина през 1920-те години, а консумацията остава под нивото ѝ точно преди въвеждането на режима до 1940-те години, което подсказва, че Сухият режим научава значителна част от населението на умерени навици, поне временно. Според някои изследователи, политическият провал на Сухия режим се дължи повече на променящия се исторически контекст, отколкото на характеристиките на самия закон. Остава критицизмът, че режимът води до непреднамерени последствия като нарастването на градски престъпни групи и дълги години законодателство, повлияно от Сухия режим. Като експеримент, той губи поддръжници година след година и губи доходи от данъци, от които правителството се нуждае, когато Голямата депресия започва през 1929 г.